# Сараj (град)
Tврђава Сарај или Сарај Бату („Стари Сарај”), био је главни град Златне хорде од 1242. до 1282. године. 
Према различитим проценама, број становника досеже од 70 до 600 хиљада људи, што га сврстава међу највеће градове Евроазије у то време.
Носи име свог оснивача Бату-кана.